# Lisa Franchetti
Lisa Marie Franchetti (Rochester, 25 aprile 1964) è un'ammiraglio statunitense, dal 2 novembre 2023 al 21 febbraio 2025 è stata Capo delle Operazioni Navali della United States Navy.
Dal 1º marzo 2018 al giugno 2020 è stata comandante della Sesta Flotta, vice comandante delle United States Naval Forces Europe-Africa e comandante della Joint Force Maritime Component. Dal 2 settembre 2022 al 14 agosto 2023 è stata vice comandante delle operazioni navali.

## Biografia
Nata in una famiglia di origini italiane, ha studiato alla Northwestern University di Evanston nell'Illinois, dove ha conseguito un Master of Science in giornalismo. Presso tale università ha partecipato al Naval Reserve Officer Training Corps Program, entrando nella Marina degli Stati Uniti nel 1985.
In seguito ha studiato al Naval War College di Newport, ed ha ottenuto un master in management all'Università di Phoenix.
Tra i ruoli operativi ricoperti prima del marzo 2018 vi sono stati: 
- Ufficiale ausiliario della USS Shenandoah (AD-44)
- Ufficiale operativo della USS Moosbrugger (DD-980)
- Chief Staff Officer della squadriglia aerea DESRON sulla portaerei USS John C. Stennis (CVN-74)
- Surface Operations Officer della portaerei USS George Washington (CVN-73)
- Commander, U.S. Naval Forces Korea (2013-2015)[3]

Il 6 maggio 2020 è stata nominata comandante per lo sviluppo dell'armamentario bellico della marina statunitense. Nel giugno 2020 è stata sostituita per gli incarichi di comandante della sesta flotta, comandante della Joint Force Maritime Component e vice comandante delle United States Naval Forces Command Europe-Africa dal viceammiraglio Eugene H. Black III.
Nell'aprile 2022 è stata proposta per la promozione al rango di ammiraglio e il Senato degli Stati Uniti ha approvato la sua nomina nel maggio successivo, divenendo la seconda donna a raggiungere il rango dopo Michelle J. Howard. È stata vice capo delle operazioni navali dal 2 settembre 2022 al 14 agosto 2023.
Dal 14 agosto al 2 novembre 2023: capo facente funzione delle operazioni navali.
Dal 2 novembre 2023, con il voto del Senato, è stata confermata 33º Capo delle operazioni navali. Quindi è la prima donna a capo della Marina militare degli Stati Uniti e componente del Joint Chiefs of Staff.

## Vita privata
È sposata e ha una figlia.

## Decorazioni
- Defense Superior Service Medal (2)
- Legion of Merit (5)
- Meritorious Service Medal (5)
- Navy and Marine Corps Commendation Medal (4)
- Navy and Marine Corps Achievement Medal (2)
- Ellis Island Medal of Honor (13 maggio 2023)[10]